# Rainer Kolligs
Rainer Kolligs (* 7. April 1929 in Paderborn; † 24. Februar 2015 in Bottrop-Kirchhellen) war ein deutscher Bergbaumanager und Bergwerksdirektor.

## Leben
Kolligs war Generalbevollmächtigter im Vorstandsressort Produktion der Ruhrkohle AG. 1986 wurde er Vorstandssprecher der Bergbau AG Lippe. Rainer Kolligs war bis August 1991 Sprecher des Vorstands der Ruhrkohle Niederrhein AG.
Rainer Kolligs engagierte sich für zahlreiche Sozialprojekte im Heiligen Land. 1976 wurde er vom Kardinal-Großmeister Maximilien Kardinal de Fürstenberg zum Ritter des Ritterordens vom Heiligen Grab zu Jerusalem ernannt und am 4. Dezember 1976 durch Franz Hengsbach, Großprior der deutschen Statthalterei, investiert.